# Rue Pernety
Pour les articles homonymes, voir Pernety.
La rue Pernety est une voie du 14e arrondissement de Paris, en France.

## Situation et accès
La rue Pernety est une voie publique située dans le 14e arrondissement de Paris. Elle débute au 24, rue Didot et se termine au 71, rue Vercingétorix. Situé dans une zone réputée calme, avec des parcs et structures pour les enfants, le quartier Pernety est parfois appelé « village Pernety ».

## Origine du nom
La rue est nommée en l'honneur du vicomte Joseph Marie de Pernety (1766-1856), qui était un général de la Révolution et de l’Empire et le propriétaire des terrains sur lesquels fut ouverte la rue. C'est donc sans rapport avec Maurice Pernety, chef de cabinet du préfet Haussmann au moment où l'odonyme a été étendu, lequel avait la main sur la dénomination des rues de Paris.

## Historique
La rue Pernety résulte de la réunion de trois voies différentes qui avant 1860, s'appelaient : 
- « rue Sainte-Léonie » entre les rues Didot et Raymond-Losserand, alors située sur la commune de Montrouge[1]. Cette rue était situé à la limite sud de la partie du domaine du château du Maine lotie en 1857 par association du propriétaire de ce château, Alexandre-Marie-Couesnon avec le promoteur immobilier Chauvelot. Les parcelles des numéros 2 au 40 et la rue Sainte-Léonie sont situées sur le territoire de l'ancien domaine loti à la fin des années 1850.
- « rue Neuve-Pernety » entre les rues Raymond-Losserand et de l'Ouest[1]
- « rue Pernety » entre les rues de l'Ouest et Vercingétorix également située sur la commune de Vaugirard existante en 1846[2]

Après l'annexion par la capitale des communes de Montrouge et de Vaugirard, en 1860, ces trois rues sont classées dans la voirie parisienne par décret du 23 mai 1863
Par arrêté du 2 avril 1868, c'est ce dernier tronçon qui donne son nom aux rues qui le prolongent vers l'est.
Après la Première Guerre mondiale la rue Pernety et ses alentours figurent dans le plan, dressé après enquête, des dix-sept îlôts insalubres parisiennes. La rue faisait alors face, à son extrémité occidentale, à l'ancienne rue Perrel qui s'étendait au-delà de la rue Vercingétorix jusqu'aux voies ferrées de la gare de Paris-Montparnasse. Cette courte rue sera supprimée pour faire place au percement de la « radiale Vercingétorix (1968-1977) » projetée dans le cadre d'un vaste plan autoroutier, et dans celui de l'opération d'aménagement de la ZAC Guilleminot-Vercingétorix (1973-1985). Après l'abandon, en 1977, de la « radiale » toute la partie du quartier Plaisance qui longe les voies ferrées a été aménagée en « coulée verte Vercingétorix ». Constituée d'une promenade ponctuée d'une succession de petits jardins publics et de terrains de jeux et bordée d'une piste cyclable, elle fait le lien entre la place de Catalogne et la « coulée verte du sud parisien », en passant devant la rue Pernety.

## Bâtiments remarquables, lieux de mémoire
- Le peintre Max Papart a vécu jusqu'à sa mort au numéro 10 de la rue, où il avait son atelier.
- Anton Prinner avait en 1946 son atelier dans cette rue où le photographe Émile Savitry fit un reportage sur lui[6].
- Le Dojo Zen de Paris fut fondé rue Pernety en 1971 par Maître Taisen Deshimaru. Ce dernier y enseigna jusqu'à sa mort en 1982[7].
- no 41 : siège de la Société centrale d'apiculture.
- no 50 : le peintre suisse Adrien Holy y vecut[8].